# サマンサ・フェリス
サマンサ・フェリス（Samantha Ferris, 1968年11月2日 - ）は、カナダ出身の女優である。

## 出演作品

### テレビ
- スーパーナチュラル（エレン・ハーベル）
- ヒューマン・ターゲット
- V
- ムーン・パニック
- バトルスター・ギャラクティカ
- 4400 未知からの生還者（ニーナ・ジャーヴィス）
- Lの世界
- ヤング・スーパーマン
- ファースト・ウェイブ

### 映画
- トールマン(トレイシー）
- ドルフ・ラングレン ザ・リベンジャー（カー）
- 新・暗くなるまで待って
- マリオネット・ゲーム
- マンハッタン恋愛セラピー
- 麗しの娼館
- スパイダー
- ダブルアクション